# Marbella (film)
|  | Denne artikel er oprettet af botten Steenthbot ud fra en ekstern database. Den kan derfor have sproglige fejl eller mangler. Denne skabelon kan fjernes efter kontrol af indholdet. |

Marbella er en dansk kortfilm fra 2000 instrueret af Dennis B. Dalmark og efter manuskript af Ine Urheim.

## Medvirkende
- Leif B. Andersen, Faderen
- Adam Brix, Adam
- Marie Caroline Schjeldal, Maria
- Morten Svensson, Ven